# Caitlin (Fernsehserie)
Caitlin (Originaltitel: Caitlin's Way)  ist eine vom Fernsehsender Nickelodeon während der Jahre 2000 und 2002 produzierte Jugendserie, die aus zwei Staffeln mit insgesamt 52 Episoden besteht. Sie lief von 2000 bis 2002 beim US-amerikanischen Fernsehsender Nickelodeon und dem kanadischen Fernsehsender YTV. Die deutsche Erstausstrahlung begann am 3. Feb 2001 beim Sender Disney Channel. Mittlerweile wurden sowohl in den USA und in Kanada als auch in Deutschland sämtliche Folgen der Serie gezeigt. 

## Handlung
Die Serie folgt dem Leben eines besorgten Teenagers (Caitlin). Sie wird vor die Wahl gestellt, zu einer Cousine ihrer Mutter, ihrem Mann und ihrem Sohn Griffin zu ziehen oder in den Knast zu gehen. Nachdem sie bei ihrer Tante Dori, ihrem Mann Jim und ihrem Sohn Griffen auf deren Ranch eingezogen ist, erlebt sie einen Kulturschock. Caitlin ist immer noch verzweifelt über den plötzlichen Tod ihrer Mutter, als Caitlin gerade acht Jahre alt war, und versucht, sich in einer liebevollen Familie und einem dauerhaften Zuhause zurechtzufinden.

## Episodenliste

### Staffel 1
| #  | Dt. Titel                             | Originaltitel               | Erstausstrahlung (US) | Erstausstrahlung (DE) |
| -- | ------------------------------------- | --------------------------- | --------------------- | --------------------- |
| 1  | Schwer vermittelbar                   | Stray                       | 11. Mar 2000          | 3. Feb 2001           |
| 2  | Schwer vermittelbar                   | Stray                       | 11. Mar 2000          | 3. Feb 2001           |
| 3  | Schwer vermittelbar                   | Stray                       | 11. Mar 2000          | 3. Feb 2001           |
| 4  | Unter falschem Verdacht               | Making Allowances           | 26. Mar 2000          | 4. Feb 2001           |
| 5  | Grenzen                               | Boundaries                  | 12. Mar 2000          | 2. Sep 2001           |
| 6  | Falsche Freunde                       | Fear and Falling in Montana | 19. Mar 2000          | 25. Feb 2001          |
| 7  | Das große Ereignis                    | Caitlin's First Dance       | 23. Apr 2000          | 4. Mar 2001           |
| 8  | Sonnenfinsternis                      | Solar Mates                 | 2. Apr 2000           | 11. Mar 2001          |
| 9  | Dein bestes Foto                      | Take Your Best Shot         | 16. Apr 2000          | 25. Mar 2001          |
| 10 | Der Test                              | Testing                     | 30. Apr 2000          | 1. Apr 2001           |
| 11 | Neu im Team                           | Ties That Bind              | 6. Aug 2000           | 13. Apr 2001          |
| 12 | Hilfssheriff für einen Tag            | Deputy For A Day            | 7. Mai 2000           | 14. Apr 2001          |
| 13 | Vertrauen                             | Caitlin’s Trust             | 23. Jul 2000          | 15. Apr 2001          |
| 14 | Eiszapfen                             | Icicle                      | 18. Feb 2001          | 24. Jun 2001          |
| 15 | Seitenhiebe                           | Sidekicks                   | 25. Feb 2001          | 8. Jul 2001           |
| 16 | Schöne Träume                         | Beautiful Dreamers          | 18. Nov 2000          | 16. Apr 2001          |
| 17 | Caitlins erstes Theaterstück          | Playing Caitlin             | 13. Aug 2000          | 22. Apr 2001          |
| 18 | Houdini                               | Bear With Me                | 9. Apr 2000           | 29. Apr 2001          |
| 19 | Die Kandidatur                        | The Candidate               | 30. Jul 2000          | 1. Mai 2001           |
| 20 | Geburtshelfer                         | Puppy Love                  | 21. Mai 2000          | 6. Mai 2001           |
| 21 | Die Horror-Show                       | Horror Show                 | 15. Apr 2000          | 24. Mai 2001          |
| 22 | Das Fangeisen                         | Under Western Skies         | 3. Sep 2000           | 19. Mai 2001          |
| 23 | Verspäteter Geburtstag                | Belated Birthday            | 21. Jan 2001          | 27. Mai 2001          |
| 24 | Der Mutter-und-Tochter-Reitwettbewerb | Along for The Ride          | 14. Mai 2000          | 13. Mai 2001          |
| 25 | Die BMX-Allstars                      | True Grits                  | 27. Aug 2000          | 4. Jun 2001           |
| 26 | Wahrheit oder Wagnis                  | Truth or Dare               | 20. Aug 2000          | 10. Jun 2001          |

### Staffel 2
| #  | Dt. Titel                 | Originaltitel        | Erstausstrahlung (US) | Erstausstrahlung (DE) |
| -- | ------------------------- | -------------------- | --------------------- | --------------------- |
| 1  | Die Überraschungsparty    | The Present          | 7. Okt 2000           | 12. Aug 2002          |
| 2  | Die Überraschungsparty    | The Present          | 7. Okt 2000           | 13. Aug 2002          |
| 3  | Der neue Direktor         | Principles           | 21. Okt 2000          | 14. Aug 2002          |
| 4  | Vertrauenssache           | Free Fall            | 4. Nov 2000           | 15. Aug 2002          |
| 5  | Der Ferienjob             | Tremor               | 2. Dez 2000           | 16. Aug 2002          |
| 6  | Das liebe Geld            | Money Walks          | 14. Okt 2000          | 17. Aug 2002          |
| 7  | Der Berg ruft             | Solo                 | 14. Apr 2002          | 19. Aug 2002          |
| 8  | Party mit Hindernissen    | All Night Long       | 9. Dez 2000           | 20. Aug 2002          |
| 9  | Das verseuchte Wasserloch | Cows and Effects     | 11. Feb 2001          | 21. Aug 2002          |
| 10 | Hausaufgaben              | The Easy Way         | 16. Dez 2000          | 22. Aug 2002          |
| 11 | Muttertag                 | Mother of the Year   | 13. Mai 2001          | 23. Aug 2002          |
| 12 | Eine gefährliche Romanze  | Outlaws              | 4. Mar 2001           | 14. Jun 2003          |
| 13 | Die Wette                 | Chemistry            | 25. Mar 2001          | 24. Aug 2002          |
| 14 | Das Camp in der Wüste     | Unplugged            | 11. Mar 2002          | 24. Aug 2002          |
| 15 | Die kleine Schwester      | Little Sister        | 1. Apr 2001           | 26. Aug 2002          |
| 16 | Dr. Wahrheit              | Dr. Truth            | 18. Mar 2001          | 27. Aug 2002          |
| 17 | Erinnerung an alte Zeiten | Heartbeat            | 10. Mar 2002          | 28. Aug 2002          |
| 18 | Der Spukgeburtstag        | Bowlerama            | 3. Mar 2002           | 29. Aug 2002          |
| 19 | Der Brand                 | Burned               | 11. Feb 2008 (The N)  | 30. Aug 2002          |
| 20 | Julia und ihr Romeo       | Juliet and her Romeo | 22. Apr 2001          | 31. Aug 2002          |
| 21 | Alles über Caitlin        | All About Caitlin    | 17. Mar 2002          | 31. Aug 2002          |
| 22 | Eine kleine Auszeit       | Truant               | 24. Mar 2002          | 1. Sep 2002           |
| 23 | Das Versprechen           | The Promise          | 21. Apr 2002          | 2. Sep 2002           |
| 24 | Das Versprechen           | The Promise          | 28. Apr 2002          | 3. Sep 2002           |
| 25 | Abschied von Ruth         | Old Friends          | 31. Mar 2002          | 4. Sep 2002           |
| 26 | Wieder auf Sendung        | Duh, Truth, Uh-huh   | 7. Apr 2002           | 5. Sep 2002           |